# 尤尔费拉·巴卡
尤尔费拉·巴卡（1998年2月4日—），印尼女子羽毛球運動員。

## 簡歷
2015年5月，尤尔费拉·巴卡与Drajat Beno出战樂魚羽毛球國際系列賽，在混双决赛以0比2（16-21、13-21）不敌泰国的帕利亚瓦特·松努阿姆/帕泰玛斯·门翁，赢得亚军。同年6月，她代表印尼参加泰國曼谷举办的亞洲青年羽毛球錦標賽，随队赢得团体赛季军。
2016年5月，尤尔费拉·巴卡与苏琪·里基·安迪妮出战印尼羽毛球國際系列賽，在女双準决赛以0比2（7-21、14-21）不敌赛会3号种子、队友的黛安·菲特里亚尼/娜达娅·美拉提。同期5月，她與苏琪·里基·安迪妮出戰樂魚羽毛球國際挑戰賽，在女双决赛以2比0（21-18、21-18）击败了赛会7号种子、队友的拉马达尼·哈斯蒂扬蒂·普特里/丽卡·罗西塔瓦蒂，夺得其首个国际赛双打冠军。同年8月，她与苏琪·里基·安迪妮出战新加坡羽毛球國際系列賽，在女双决赛以2比0（21-14、21-12）击败了队友的米歇尔·克里斯廷·班达索/塞丽娜·卡尼，赢得冠军。同年11月，她代表印尼参加西班牙毕尔巴鄂举办的世界青年羽毛球錦標賽，随队赢得团体赛季军。
2017年3月，尤尔费拉·巴卡与梅里萨·辛迪·萨普特里出战波蘭羽毛球公開賽，在女双决赛以2比1（21-12、14-21、21-14）击败了赛会头号种子、中華台北的張莘恬/余芊慧，赢得冠军。同年9月，她与英吉娅·西塔·阿凡达出战越南羽毛球大獎賽，在女双準决赛以1比2（17-21、21-17、8-21）不敌赛会5号种子、泰国强档的查亚倪·查拉查兰/帕泰玛斯·门翁。

## 主要比賽成績
只列出曾進入準決賽的國際賽事成績：
| 年份   | 賽事                     | 公開賽級別 | 項目     | 拍檔                          | 成績   |
| 2015年 | 樂魚羽毛球國際系列賽     | 國際系列賽 | 混合雙打 | Drajat Beno                   | 亞軍   |
| 2015年 | 亞洲青年羽毛球錦標賽     | 其他       | 混合團體 | －                            | 銅牌   |
| 2016年 | 印尼羽毛球國際系列賽     | 國際系列賽 | 女子雙打 | 苏琪·里基·安迪妮              | 準決賽 |
| 2016年 | 樂魚羽毛球國際挑戰賽     | 國際挑戰賽 | 女子雙打 | 苏琪·里基·安迪妮              | 冠軍   |
| 2016年 | 新加坡羽毛球國際系列賽   | 國際系列賽 | 女子雙打 | 苏琪·里基·安迪妮              | 冠軍   |
| 2016年 | 世界青年羽毛球錦標賽     | 其他       | 女子雙打 | 乔萨·法迪拉·苏吉亚托          | 銅牌   |
| 2017年 | 波蘭羽毛球公開賽         | 國際挑戰賽 | 女子雙打 | 梅里萨·辛迪·萨普特里          | 冠軍   |
| 2017年 | 越南羽毛球大獎賽         | 大獎賽     | 女子雙打 | 英吉娅·西塔·阿凡达            | 準決賽 |
| 2018年 | 海得拉巴羽毛球公開賽     | 超級100賽  | 女子雙打 | 喬薩·法迪拉·蘇吉亞托          | 準決賽 |
| 2018年 | 澳門羽毛球公開賽         | 超級300賽  | 女子雙打 | 喬薩·法迪拉·蘇吉亞托          | 準決賽 |
| 2018年 | 韓國羽毛球大師賽         | 超級300賽  | 女子雙打 | 喬薩·法迪拉·蘇吉亞托          | 準決賽 |
| 2019年 | 马来西亚羽毛球国际挑战赛 | 國際挑戰賽 | 女子雙打 | 阿加塔·伊马努埃拉             | 亞軍   |
| 2021年 | 西班牙羽毛球大師賽       | 超級300賽  | 女子雙打 | 菲比·瓦倫西亞·德維賈揚蒂·加尼 | 冠軍   |

| 2007-2017年 | 首要超級賽 | 超級賽 | 黃金大獎賽 | 大獎賽 | 國際挑戰賽 | 國際系列賽 | 未來系列賽 | 其他 |

| 2018-2026年 | 總決賽 | 超級1000賽 | 超級750賽 | 超級500賽 | 超級300賽 | 超級100賽 | 國際挑戰賽 | 國際系列賽 | 未來系列賽 | 其他 |

### 奧運會和世錦賽參賽紀錄
|          | 搭檔         | 2019 |
| -------- | ------------ | ---- |
| 女子雙打 | J·F·蘇吉亞托 | 48強 |